# Васил Щонов
Васил Щонов е министър на икономиката и енергетиката на България в Служебното правителство преди Парламентарните избори на 5 октомври 2014 г.

## Биография
Васил Щонов е роден на 25 април 1972 г. в Пловдив. Завършва Английската гимназия в града. През 1995 г. завършва висше образование в Пенсилванския университет с титлата бакалавър на науките по електронно инженерство и финанси. През 1999 г. завършва магистратура по бизнес администрация в Масачузетския технологичен институт.
Работи като инвестиционен банкер в областта на енергетиката и технологиите в САЩ до 2004 г. През 2004 г. основава офис на „Маккинзи енд Къмпани“ в София, където работи до 2009 г. в банковия сектор, енергетиката и телекомуникациите. От 2010 г. до 4 август 2014 г. е директор „Маркетинг и стратегии“ в „Близу Медия енд Броудбенд“.
Васил Щонов е женен, с две деца.